# Бухта Астафьева
Бу́хта Аста́фьева — бухта в западной части залива Петра Великого, в Хасанском районе Приморского края. Бухта обнаружена экспедицией полковника К. Ф. Будогосского на пароходе «Америка» в 1859 году. Названа не позже 1897 года в честь подпоручика КФШ Я. Т. Астафьева.
Входные мысы бухты — мыс Азарьева на севере и мыс Горностай на юге. Расстояние между ними 1,37 км. Протяжённость береговой линии — 4 км. Площадь водосборного бассейна — 5,17 км². Площадь поверхности — 1,71 км². Южный и северный берега бухты обрывистые. В западной части бухты находится пляж из светлого кварцевого песка, протяжённостью около 800 м. Средние части склонов сопок, окружающих бухту, поросли широколиственным лесом из дуба, верхние части склонов покрыты лугами. В северо-западную часть бухты впадает ручей.
Бухта Астафьева расположена в 10 км по дороге от посёлка Андреевка и в 2 км по дороге от посёлка Витязь. Подъезд к акватории бухты на автотранспортных средствах на расстояние ближе 500 м запрещён. Акватория бухты принадлежит Дальневосточному морскому биосферному государственному природному заповеднику. Земля, прилегающая к береговой полосе бухты, принадлежит частным лицам (по данным публичной кадастровой карты). Так как бухта Астафьева входит в границы морского заповедника, то на основании положений ч.1, 6 и 8 ст. 6, ст 66 Водного кодекса она не является поверхностным водным объектом общего пользования, береговая полоса общего пользования у данного водного объекта отсутствует.
Однако учитывая, что акватория бухты заповедная, на пляже запрещено разведение костров, установка палаток, в море запрещён вылов морских биоресурсов даже в единичных экземплярах. Правила купания регламентируются Дальневосточным морским биосферным заповедником.
Бухта Астафьева — популярное место отдыха жителей и гостей Приморья.